# 이지광
이지광(李至光, ? ~ 1196년)은 고려 중기 무신정권 시대의 무신이며 무신정권 집권자인 이의민의 아들이다. 본관은 경주(慶州) 또는 정선(旌善)이다.

## 생애
경상도 경주에서 이의민의 셋째 아들로 출생하였으며 교주도 정선에서 잠시 유년기를 보낸 적이 있고 아울러 이지순과 이지영은 그의 형이었다. 그의 아버지 이의민이 경대승 사후에 집권하자 그는 형인 이지영과 함께 횡포를 심하게 부렸는데 그 정도가 심각하여 쌍도자(雙刀子)라고 불릴 정도였다. 그러다 1196년에 최충헌이 정변을 일으켜 그의 아버지 이의민과 그의 작은형 이지영을 살해하자 그는 큰형인 이지순과 함께 목숨을 구걸했으나 결국 죽임을 당하고 말았다.

## 가족 관계
- 아버지 : 이의민(李義旼)
- 형 : 이지순(李至純)
- 형 : 이지영(李至榮)

## 이지광이 등장한 작품
- 《무인시대》(KBS, 2003년~2004년, 배우:하정우)